# Aritmetično zaporedje
Aritmétično zaporédje je matematično zaporedje, v katerem je razlika dveh zaporednih členov vedno enaka – konstantna. To razliko se po navadi označi s črko d (diferenca). 
Rekurzivna formula aritmetičnega zaporedja je enaka:
{\displaystyle a_{n}=a_{n-1}+d\!\,.}
Splošna formula za n-ti člen pa je:
{\displaystyle a_{n}=a_{1}+(n-1)d\!\,.}
Zgled aritmetičnega zaporedja z razliko 5 in s prvim členom 3 so števila (OEIS A016885): 3, 8, 13, 18, 23, 28, 33, 38, ... Splošna formula tega zaporedja je enaka {\displaystyle a_{n}=3+(n-1)\cdot 5\!\,}.
Po navadi se privzame, da je n naravno število, tj. da se aritmetično zaporedje začne s prvim členom {\displaystyle a_{1}\!\,}. Če se začne z n = 0, se lahko formulo za n-ti člen zapiše tudi kot:
{\displaystyle a_{n}=a_{0}+n\,d\!\,.}
Za aritmetično zaporedje je značilna naslednja značilnost: če se vzame katerekoli tri zaporedne člene, je srednji člen aritmetična sredina svojih sosedov:
{\displaystyle a_{n}={\frac {a_{n-1}+a_{n+1}}{2}}\!\,.}

## Vsota členov
Vsota členov aritmetičnega zaporedja od vključno prvega do vključno n-tega člena se imenuje tudi končna aritmetična vrsta. Izračuna se po formuli:
{\displaystyle s_{n}={\frac {n(a_{1}+a_{n})}{2}}\!\,,}
oziroma splošneje:
{\displaystyle \mathrm {vsota} ={\frac {\mathrm {{\check {s}}tevilo~{\check {c}}lenov} \cdot (\mathrm {prvi~{\check {c}}len} +\mathrm {zadnji~{\check {c}}len} )}{2}}\!\,.}